# 袁應文
袁應文（？—？），字仲奎，號聚霞，廣東廣州府東莞縣人。明朝政治人物。

## 生平
万历元年（1573年）癸酉科廣東鄉試舉人，十六年（1588年）由福建沙縣知縣考选貴州道試御史，与都给事中张鼎思、姚德重等人交章弹劾江西副使房寰，神宗怒其朋庇，十七年二月出为雲南佥事。從巡抚吳定、黔國公沐昌祚等征剿云南丁改等十寨，二十年十月以功升俸一级，二十一年正月升本省右參議，從剿莽酋岳罕。因反对巡抚劉世曾、按察使李材、副使陈严之等人用兵缅甸，二十五年（1597年）七月調補廣西右參議，二十七年六月升雲南副使，整饬都清兵备，升貴州參政。三十五年二月起为湖广按察使、备兵靖州。年至八十余。曾參与修建东莞市万江金泰村万江桥畔的金鳌洲塔。